# 乌克兰艺术家全国联盟
乌克兰全国艺术家联盟（乌克兰语：Спілка художників України）是一个由专业艺术家和艺术评论家组成的全乌克兰公共创作组织，成立于1938年。该联盟的性质为自愿创作协会，参与其中的艺术家包括画家、平面艺术家、雕塑家、装饰艺术大师和艺术评论家等诸多类别。总部设在乌克兰首都基辅。

## 建立
1939年9月7日，乌克兰苏维埃社会主义共和国批准了乌克兰苏维埃艺术家联盟的章程。该宪章将联盟定位为一个联合乌克兰苏维埃社会主义共和国境内的美术工作者（画家、平面艺术家、雕塑家、戏剧艺术家、民间艺术家）以及在美术领域从事研究和批判性工作的人的自愿组织。1998年，该联盟被已独立的乌克兰授予国家地位。在该联盟和乌克兰其他创意工会的促成下，乌克兰对与专业创意工作者和创意工会相关的法律进行了修改，乌克兰总统还为该领域专门设立了一个名为“艺术家日”的节日。

## 代表大会
联盟成立于1938年（原名为乌克兰苏维埃艺术家联盟），是苏联艺术家联盟在乌克兰加盟共和国的分支。早在联盟成立前五年的1933年，就在当时的乌克兰首都哈尔科夫成立了一个特别组织委员会进行相关筹备工作。第一次代表大会在哈尔科夫举行，其余各次在基辅举行。
大会年份
- 第一次 - 1938
- 第二次 - 1956
- 第三次 - 1962
- 第四次 - 1968
- 第五次 - 1973
- 第六次 - 1977
- 第七次 - 1982

## 引用
1. ↑  . Офіційний вебпортал парламенту України.   [2021-04-01] （乌克兰语）.
2. ↑  . nuau.   [2022-02-28]. （原始内容存档于2022-02-26）.
3. ↑  . Офіційний вебпортал парламенту України.   [2021-04-01] （乌克兰语）.